# Gene Likens
Gene Elden Likens (Pierceton, 6 de janeiro de 1935) é um ecólogo e limnologista estadunidense. Ele foi um dos fundadores, em 1963, do Estudo de Ecossistemas de Hubbard Brook na Floresta Experimental de Hubbard Brook e, em 1983, fundou o Instituto Cary de Estudos de Ecossistemas em, Millbrook, Nova York.
Um dos principais pioneiros de estudos multidisciplinares a longo prazo de ecologia, Likens trabalha com a dinâmica da energia e modelos biogeoquímicos de fluxo em ecossistemas de florestas, córregos e lagos. Likens é mais conhecido por ter liderado o grupo de cientistas que descobriu a chuva ácida na América do Norte e relacionou combustíveis fósseis ao aumento da acidez em precipitações. Além de seu impacto científico, essa observação causou debates públicos e influenciou políticas governamentais, particularmente as Emendas de 1990 ao Clean Air Act do Congresso dos Estados Unidos.